# Formoterol
A formoterol hatékony, szelektív β2 adrenerg agonista, amely a hörgők simaizomzatának gyors és hosszantartó relaxációját idézi elő reverzibilis légúti obstrukcióban szenvedő betegekben.

## Hatása
Légúti elzáródásban hörgőtágító hatást fejt ki 1–3 percen belül, hatása még 12 órával a belélegzése után is számottevő. Terápiás dózisban alkalmazva a szív–érrendszeri hatása enyhe és csak ritkán fordul elő. A formoterol passzívan szenzibilizálódott emberi tüdőben meggátolja a hisztamin és a leukotriének felszabadulását. Állatkísérletekben gyulladásgátló aktivitását (pl. az ödémaképződés és a gyulladásos sejtek akkumulációjának gátlását) is kimutatták.
A tengerimalac tracheán végzett in vitro vizsgálatok arra utaltak, hogy a formoterol racém keveréke, illetve annak (R,R)- és (S,S)-enantiomerjei nagymértékben szelektív β2 adrenerg receptor agonisták. Az (S,S)-enantiomer 800–1000-szer kevésbé potens, mint az (R,R)-enantiomer, és nem befolyásolja az (R,R)-enantiomernek a trachea simaizomzatra gyakorolt hatását. Nem találtak farmakológiai bizonyítékot arra, hogy a két enantiomer bármelyikének alkalmazása előnyösebb a racém keverék alkalmazásánál.
Emberben az inhaláció hatásosnak bizonyult az inhalációs allergének, testi megerőltetés, hideg levegő belélegzése, hisztamin, vagy metakolin indukálta hörgőgörcs megelőzésében. A formoterol hatását tanulmányozták COPD-vel (krónikus obstruktív tüdőbetegség) társult állapotok kezelésében, ezen állapotokban javította a tüneteket és a pulmonális funkciókat. A formoterol a megbetegedés reverzibilis komponensére hat.
A formoterol adagjának nagyobbik része a májban metabolizálódik, majd a vesén keresztül ürül a szervezetből. Belélegzés után a formoterol bejuttatott adagjának 8–13%-a ürül ki változatlan formában a vizelettel.

## Készítmények
- ATIMOS
- DIFFUMAX EASYHALER
- FORADIL
- FORMOTEROL CYCLO
- FOSTER
- FORTOFAN
- OXIS TURBUHALER
- SYMBICORT MITE TURBUHALER
- SYMBICORT TURBUHALER

## Fordítás
- Ez a szócikk részben vagy egészben  a   Formoterol című angol Wikipédia-szócikk fordításán alapul.  Az eredeti cikk szerkesztőit annak laptörténete sorolja fel. Ez a jelzés csupán a megfogalmazás eredetét és a szerzői jogokat jelzi, nem szolgál a cikkben szereplő információk forrásmegjelöléseként.